# 1666

## Esdeveniments

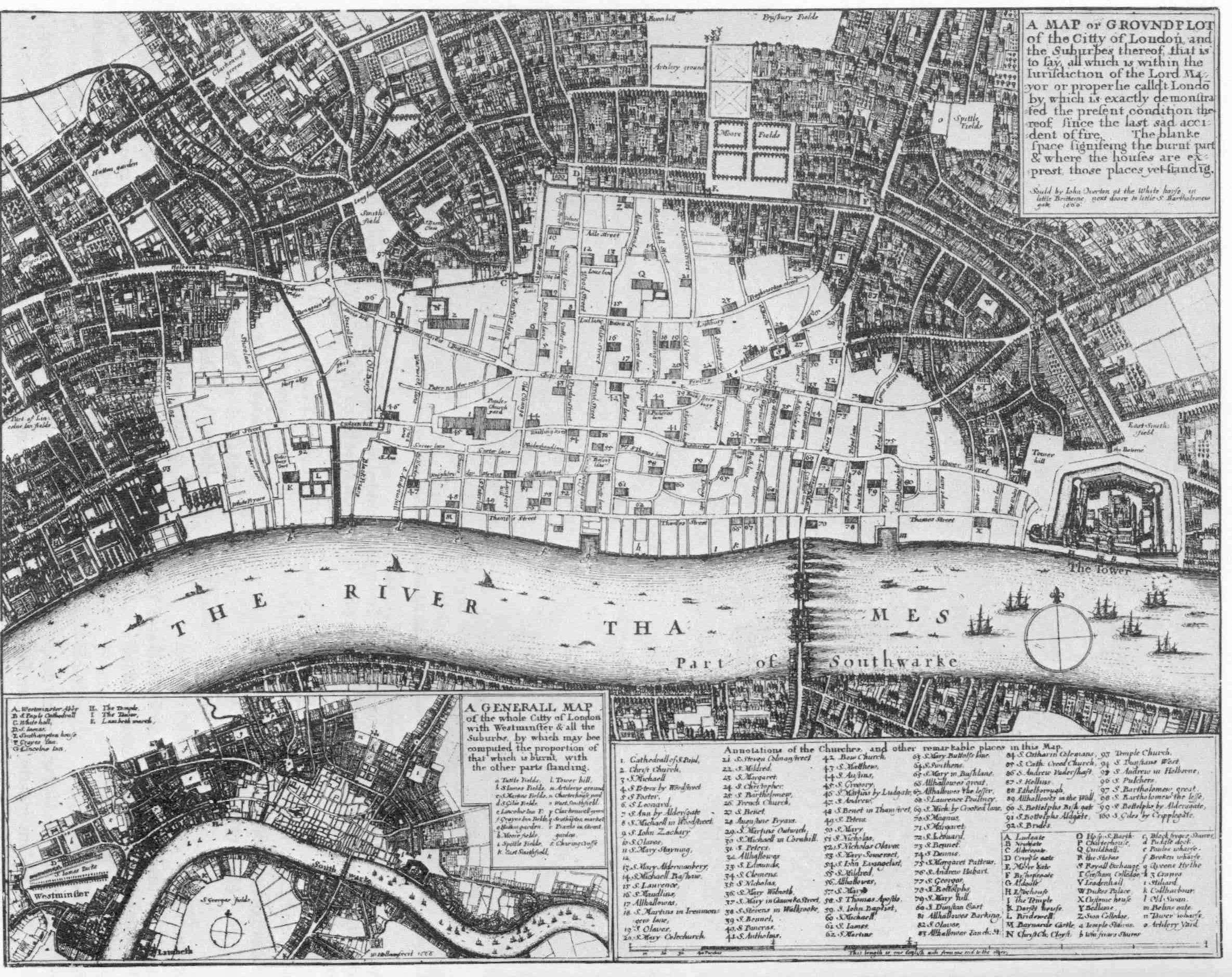
Extensió de la zona incendiada a Londres el 1666

- 2 al 5 de setembre: El Gran incendi de Londres crema bona part de la ciutat de Londres.[1]
- La princesa de Nemours, Maria Francesca de Savoia-Nemours, esdevé reina consort de Portugal.
- Lluís XIV de França, per iniciativa de Jean-Baptiste Colbert, funda l'Acadèmia Francesa de les Ciències (Académie des sciences).
- Es funda la Universitat de Lund a Suècia.
- Rembrandt van Rijn pinta “La núvia jueva”.
- Alexandre VII canonitza Joan de Mata, fundador de l'Orde Trinitari.
- Es funda l'Acadèmia de França a Roma.

## Naixements
Països catalans

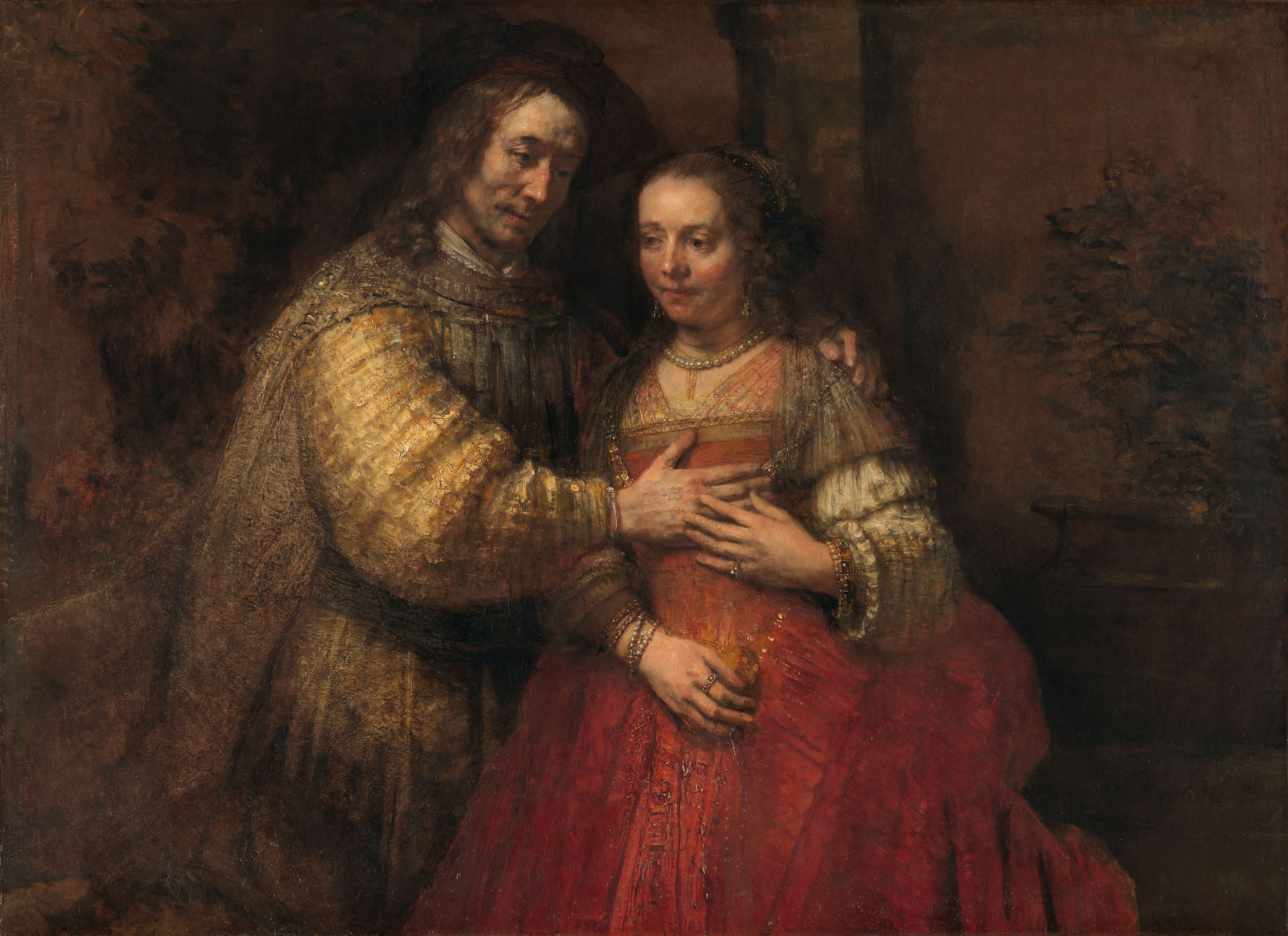
La núvia jueva de Rembrandt

- 21 de febrer, el Poal, Pla d'Urgell: Antoni Desvalls i de Vergós, militar austriacista català.
- 15 de març, - Fürstenwalde, Erzgebirge Oriental: George Bähr, arquitecte alemany (mort el 1738).
- 8 de setembre, Vinaròs: Eugeni Guilló Barceló, pintor del barroc valencià, germà de Vicent Guilló.

Resta del món
- 21 de març, Edo (Japó): Ogyū Sorai, o Butsu Sorai, filòsof confucià japonès (m. 1728).[2]

- 11 d'abril, Milà: José Patiño, ministre de Felip V d'Espanya.
- 18 d'abril, París, França: Jean Ferry Rebel, violinista i compositor francès (m. 1747).[3]
- Castell de Bravath: Maria Sofia del Palatinat-Neuburg, reina consort de Portugal (1687 - 1699).
- 27 d'agost: Ivan V de Rússia, tsar de Rússia.
- 14 de maig, Torí, Ducat de Savoia: Víctor Amadeu II de Savoia, duc de Savoia (1675 - 1732), i posteriorment rei de Sicília (1713-1720) i rei de Sardenya (1720-1732).[4]
- 12 d'agost, Colorno, Ducat de Parma: Odoard II Farnese, príncep parmesà, hereu de Ranuccio II de Parma.
- 4 de setembre, Estocolm: Anna Maria Ehrenstrahl, pintora barroca sueca (m. 1729).[5]
- 27 d'octubre, Florènciaː Giovanna Fratellini, pintora barroca (m. 1731).[6]

- 12 de novembre, New Castel upon Tyne (Anglaterra): Mary Astell, escriptora, filòsofa i feminista (m. 1731).[7]

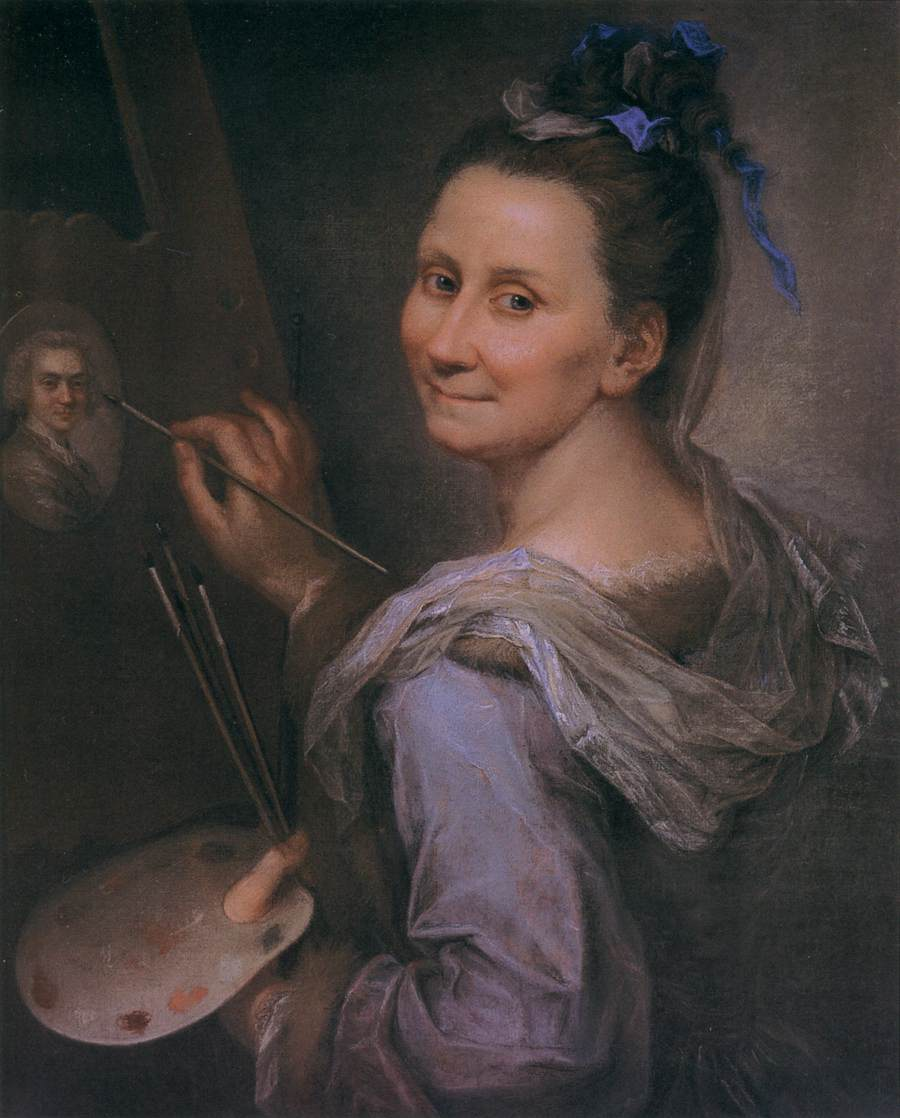
Giovanna Fratellini, Autoretrat

- Desembre, Canterbury: Stephen Gray, astrònom i científic anglès conegut pels seus treballs en el camp de la física de l'electromagnetisme, fou el primer a experimentar de manera sistemàtica amb la conductivitat elèctrica.

## Necrològiques
Països catalans
- Moiana, bandoler mallorquí executat per la justícia.

Resta del món
- 22 de gener: Xa Jahan, cinquè emperador mogol de l'Índia (1628 - 1658), especialment conegut per haver ordenat la construcció del Taj Mahal.
- 24 de gener, Frankfurt: Johann Andreas Herbst, compositor i teòric musical del Barroc.
- 11 de maig, Canton (Xina): Inácio da Costa, jesuïta portuguès, missioner a la Xina a principis de la dinastia Qing (n. 1603).[8]

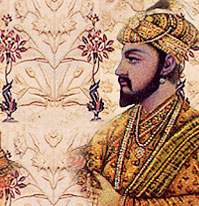
Xa Jahan

- Xa Jahan9 de juny, París: Heinrich Michael Buch, sabater, conegut com a beat, tot i que no ha estat oficialment beatificat per l'Església catòlica.
- 25 de juliol, Asnières-sur-Oise: Enric de Lorena-Guisa, senyor d'Harcourt, comte d'Armanyac, comte de Brionne i vescomte de Marsan.
- 15 d'agost, Pequín (Xina): Johann Adam Schall von Bell, jesuïta alemany, matemàtic, missioner a la Xina (n. 1592).[9]
- 21 d'agost, Colorno, Ducat de Parma: Isabel d'Este, princesa de la família Este de Mòdena que va esdevenir duquessa consort de Parma, morí degut a complicacions després del part en què infantà a Odoard.
- 24 d'agost, Lisboa: Francisco Manuel de Melo, escriptor, polític i militar portuguès, representant important de la literatura barroca peninsular. Va servir tant en la Guerra de Flandes com en la Guerra dels Segadors.
- 26 d'agost, Haarlem: Frans Hals, pintor neerlandès de l'escola barroca flamenca.
- 3 de novembre: Ascanio Filomarino, prelat napolità.
- 9 de desembre: Guercino, pintor barroc italià nascut a la regió d'Emilia, tot i que també visqué i pintà a Roma i Bolonya.
- Florència, Gran Ducat de Toscana: Carles de Mèdici, príncep de la Toscana de la família Mèdici que fou cardenal de l'Església Catòlica.
- Lisboa: Lluïsa de Guzmán, reina consort de Portugal (1640 - 1656) i regent del regne (1656 - 1662).
- Pesenàs, Erau: Armand de Borbó, Príncep de Conti, Príncep de França de la Casa dels Borbó-Condé.
- París: Anna d'Espanya, Infanta d'Espanya que esdevingué reina consort de França i reina regent (1643 - 1651).
- Gysbert Japicx, escriptor en frisó.
- Jacobus Koolen, pintor barroc neerlandès de paisatges amb cavalls i soldats.